# Luis Alberto Parra Mora

Bischofswappen von Luis Alberto Parra Mora

Luis Alberto Parra Mora (* 22. März 1944 in Tenza, Departamento de Boyacá; † 8. August 2023 in Bogotá) war ein kolumbianischer Geistlicher und römisch-katholischer Bischof von Mocoa-Sibundoy.

## Leben
Luis Alberto Parra Mora besuchte die Grundschule in Tenza sowie später das Kleine Seminar des Apostolischen Vikariats Casanare und das Kleine Seminar San Pedro Claver in Barrancabermeja. Anschließend studierte er Philosophie am Seminario Intermisional „San Luis Beltrán“ in Bogotá und Katholische Theologie am Priesterseminar in Bogotá. Am 9. Oktober 1971 empfing er das Sakrament der Priesterweihe für das Erzbistum Bogotá.
Parra Mora war als Pfarrer in Hato Corozal (1972 und 1977), Trinidad (1973–1977), Aguazul (1979–1988) und Orocué (1988–1996) tätig. Daneben belegte er 1988 am Instituto Teológico Pastoral des Lateinamerikanischen Bischofsrats (CELAM) Kurse im Fach Katholische Soziallehre. Außerdem erwarb er 1989 nach weiterführenden Studien an der Päpstlichen Universität Xaveriana in Bogotá ein Lizenziat im Fach Dogmatik und 1992 an der Universidad de San Buenaventura in Bogotá einen Master im Fach Erwachsenenbildung. Neben seiner Tätigkeit in der Pfarrseelsorge gründete Parra Mora 1989 das Colegio „Iea Pundi“ in Orocué. Ferner fungierte er als Bischofsvikar für die Pastoral und als delegierter Vikar des Apostolischen Vikariats Casanare sowie von 1993 bis 1997 als Verantwortlicher für das katholische Bildungswesen und von 1997 bis 1999 als Rektor des Colegio „Luis Hernández Vargas“ in Hato Corozal. Nach der Gründung des Bistums Yopal im Jahr 1999 wurde Parra Mora dessen erster Generalvikar. Zudem wirkte er von 1999 bis 2001 als Pfarrer der Kathedrale San José in Yopal. Darüber hinaus war er von 2000 bis 2003 für die Neuevangelisierung im Bistum Yopal zuständig und von 2002 bis 2003 auch für die Sozialpastoral.
Papst Johannes Paul II. ernannte ihn am 18. Oktober 2003 zum Bischof von Mocoa-Sibundoy. Die Bischofsweihe spendete ihm der Apostolische Nuntius in Kolumbien, Erzbischof Beniamino Stella, am 11. Dezember desselben Jahres in der Kathedrale San José in Yopal; Mitkonsekratoren waren Misael Vacca Ramírez, Bischof von Yopal, und Olavio López Duque OAR, emeritierter Apostolischer Vikar von Casanare. Parra Mora wählte den Wahlspruch Id y evangelizad („Geht und evangelisiert“). Die Amtseinführung fand am 16. Januar 2004 statt.
Papst Franziskus nahm am 1. Dezember 2014 sein vorzeitiges Rücktrittsgesuch an. Luis Alberto Parra Mora starb im August 2023 in Bogotá.